# Pediobius arcuatus
Pediobius acraconae  (лат.) — вид паразитических наездников рода Pediobius из семейства  Eulophidae (Chalcidoidea) отряда перепончатокрылые насекомые. Африка, Уганда. Переднеспинка с шейкой, отграниченной килем (поперечным гребнем). Щит среднеспинки с развитыми изогнутыми парапсидальными бороздками. Ассоциированы с бабочками Dasychira goodii (Lymantriidae, паразиты гусениц) и растениями Ficus  sp. (Moraceae).